# Tamaroa (Illinois)
Tamaroa est un village situé au nord-est du comté de Perry dans l'Illinois, aux États-Unis,. Il est incorporé le 20 juillet 1875.

## Démographie
Lors du recensement de 2010, le village comptait une population de 638 habitants. Elle est estimée, en 2016, à 606 habitants.

### Source de la traduction
- (en) Cet article est partiellement ou en totalité issu de l’article de Wikipédia en anglais intitulé « Tamaroa, Illinois » (voir la liste des auteurs).